# Sarh
Sarh   este un oraș  în  partea de sud-est a Ciadului, pe râul Chari  centru administrativ al regiunii  Moyen-Chari. Industria textilă (bumbac).